# Rhodoprasina
Rhodoprasina é um gênero de mariposa pertencente à família Bombycidae.